# Opluridae
Phrynosomatidae este o familie de șopârle.